# Дечји културни центар Београд
Дечји културни центар Београд је културна установа са културним, образовним, уметничким и забавним програмом намењеним деци и младима. Обухвата површину од 2200 квадратних метара у наменски изграђеној згради у улици Таковска број 8 у Београду. Добитници су највиших домаћих и међународних награда за свој рад и мисију.

## Оснивање
Градска управа града Београда је основала Дечји културни центар Београд 1952. године као Дом пионира Београда у Кнез Михаиловој улици број 7. Први управник Дома пионира био је Радомир Гајић, познатији као Друг Гаја. У Кнез Михаиловој улици се Дом пионира налазио до 21. априла 1968. године, када је у Таковској улици број 8 изграђена нова наменска зграда, коју је пројектовао архитекта Иван Антић, пројектант Музеја савремене уметности у Београду, Спомен музеј у Шумарицицама, Зграду Телевизије Београд, Мало позориште „Душко Радовић”, Спортски центар „25. мај”, Дом спортова „Пинки” и др..

## Манифестације

### Сусрети четвртком
Некадашња манифестација „Сусрети четвртком” била је једна од првих великих манифестација које је приређивао Дом пионира уз подршку Градског савеза друштава за бригу и старање о деци Београда, Савета за културу града, Радио Београда и управе Дома синдиката, били су „Сусрети четвртком“. Ова манифестација се састојала од два програма - „шарени”/актуелни и тематски програм. Наредних десет година у раду „Сусрета четвртком” било је ангаживано 900.000 пионира и 1.300 културних радника.
Једна од најзначајнијих манифестација одржана је 18. октобра 1969. године, када су на сцени Дома пионира гостовали астронаути Нил Армстронг, Баз Олдрин и Мајкл Колинс, који су посетили Београд након само три месеца историјског слетања првих људи на Месец. Посада мисије Аполо 11 дочекана је песмом Љубивоја Ршумовића „Драги Едвине, Мајкле и Ниле, добро нам дошли, баш сте силе” у извођењу хора Пионира Југославије.

### Радост Европе
Шездесетих година 20. века у СФРЈ се оснивају велике и светски познате манифестације као што су БИТЕФ, БЕМУС и ФЕСТ. Давне 1969. године, Дечји културни центар Београд (тадашњи Дом пионира) покренуо је иницијативу да се организује сусрет деце Европе, којим ће бити обележен 5. октобар – Међународни дан детета. Настала је по идеји Донке Шпичек, српске и југословенске новинарке, педагога, уреднице културних програма. Од тада, прве недеље октобра, београдска деца основношколског узраста у својим породицама угосте неколико стотина вршњака из целе Европе. Инострани учесници манифестације су деца узраста од 7 до 15 година, која представљају своје отаџбине кроз музику, плес и културу. Манифестација „Радост Европе” одржава се традиционално од 2. до 5. октобра.
Манифестација је подељена у неколико сегмената:
- Карневал у центру Београда - дефиле костимираних учесника манифестације;
- музичко-сценски наступи „Сусрети пријатељства”;
- Међународни ликовни конкурс „Радост Европе”;
- полудневни програм на Ади Циганлији;
- свечани концерт и велика заједничка журка[8].

Пратећи програм манифестације чине креативне радионице и приредбе у школама које су домаћини манифестације. У различитим свакодневним програмима дневно учествује око 1500 деце. Велики завршни концерт прати неколико хиљада деце у дворани и више милиона гледалаца у директном телевизијском преносу..
На Радости Европе учествују деца из Албаније, Аустрије, Белорусије, Босне и Херцеговине, Бугарске, Велике Британије, Грчке, Италије, Јерменије, Кипра, Литваније, Мађарске, Македоније, Норвешке, Пољске, Румуније, Русије, Словачке, Словеније, Турске, Украјине, Француске, Хрватске, Црне Горе, Чешке, Шведске и Србије. Гости манифестације су често и деца са других континената – деца из Кине, Аустралије и Америке. У време трајања ове велике манифестације, Београд постаје дечја престоница Европе из које у свет шаље позитивну слику својој култури, традицији и гостопримству..
Заштитни знак „Радости Европе” је песма „Здравица” Душана Радовића, која се изводи као својеврсна химна манифестације. Музику за Здравицу је компоновао Миодраг Илић Бели, а снимио ју је Драган Лаковић са Хором Колибри.
Манифестација „Радост Европе” добила је престижни међународни сертификат за промоцију европских вредности „Фестивал за Европу - Европа за фестивале”.

### Свесрпски дечји сабор
Свесрпски дечји сабор за децу српског порекла из региона и дијаспоре одржава се од 2018. године, у периоду од 23. до 28. маја, под покровитељством Председника Републике Србије, у организацији Градске управе града Београда, Дечјег културног центра Београд и Министарства спољних послова Републике Србије - Управе за сарадњу с дијаспором и Србима у региону. Манифестација се реализује уз подршку Министарства културе и информисања.
Идеја Дечјег културног центра Београд, као извршног продуцента ове манифестације, је да се једном годишње у Београду окупе деца из расејања, која ће кроз културно-уметнички програм, осмишљен од стране Дечјег културног центра Београд, упознати Србију као земљу свог порекла и побудити осећај припадности српском народу. Циљ је да деца из расејања науче и проговоре српски језик и усвоје ћирилично писмо.
Поред прилике да учествују у посебно осмишљеним културно-образовним програмима, деца узраста од 10 до 14 година из дијаспоре и расејања остварују јединствена пријатељства са својим вршњацима из Београда, боравећи у породицама ученика београдских основних школа. Свечани концерт одржава се на Дан словенске писмености - Дан Светих Ћирила и Методија, 24. маја, у Дечјем културном центру Београд. Након свечаног концерта деца упознају Београд, учествујући у интерактивном програму „Београд кроз векове” на Калемегдану и обилазећи знаменитости града - Дом Народне скупштине Р. Србије, музеје и значајне културно-образовне институције. Том приликом организује се и излет у Тршић и посета Образовно-културном центру Вук Караџић.
Кординатор манифестације је Ивана Табори Обрадовић.

### ДЕМУС
Дечије музичке свечаности (ДЕМУС) одржавају се сваке године од 1968. године и обухватају такмичења деце – чланова музичких секција основних школа Београда узраста од 7 до 14 година. ДЕМУС се одржава сваке године од марта до маја месеца, а првонаграђени учесници се представљају на ревији победника. Ова велика манифестација обухвата градско такмичење соло певача „Златна сирена”, такмичење малих вокалних састава (дуети, терцети и квартети), малих инструменталних састава, оркестара и хорова. Такмичење обухвата три нивоа - школски, општински и градски и три жанра - дечја соло песма, изворна народна песма и дечја забавна песма.
Дечји културни центар Београд партнерски реализује ДЕМУС са школама, општинском и градском организацијом „Пријатељи деце Београда”. Покровитељ такмичења је Град Београд, Градска управа – Секретаријат за културу..

### КИДИКЕМ
Дечји културни центар Београд од 2016. године организује конкурс за Национални фестивал дечјег видео-клипа „КИДИКЕМ”. На конкурсу могу учествовати деца и млади узраста од 9 до 16 година са својим ауторским филмовима кратке форме (видео-клиповима), у трајању од три минута. Сваке године одређује се нова тема фестивала. Уредница манифестације је Марија Милановић Лазаревски.
Циљ фестивала је да се код деце кроз уметничку праксу покрене хумана и креативна страна у примени технологије. Стварајући кратке форме видео записа, деци се пружа прилика да изразе своје мишљење на задату тему. Филмове оцењује стручни жири, али у обзир се узима и број прегледа филма на YouTube каналу ДКЦБ. Аутори најбоље пласираних видео-клипова се награђују. Званичне награде, које додељује главни жири фестивала Гран-при фестивала су „Златни кадар” и „Најгледанији видео клип на YouTube каналу ДКЦБ” као и пет Специјалних признања – диплома.

### ФЕДЕМУС
Републички фестивал дечјег музичког стваралаштва „Деца композитори“ одржава се од 1995. године, у циљу афирмације младих талената и промоције дечјег стваралаштва и креативног рада одраслих са децом. Прописан је наставним планом и програмом у настави музичке културе Министарства просвете и технолошког развоја Републике Србије. Млади композитори – кантаутори и солисти из разних градова Србије, старости 7-15 година на овом такмичењу изводе своје инструменталне и вокалне композиције. То је једини дечји фестивал на којем они учествују као композитори, аутори текстова и извођачи. У почетку, деца су компоновала и на песме дечјих песника: Љубивоја Ршумовића, Владимира Андрића, Добрице Ерића, Јована Јовановића Змаја, Стевана Раичковића, Драгана Радуловића и других, а од 2000. године сами пишу своје текстове. Музички уредник фестивала је Мирјана Миличић Прокић. На такмичењу учествују деца из целе Србије, а искуства су показала да највећи број деце долази из: Панчева, Вршца, Крушевца, Лазаревца, Ваљева, Беочина, Апатина, Крагујевца, Аранђеловца, Сремске Митровице и Београда. ДКЦБ и фестивал „Деца композитори” створили су генерације младих композитора, солиста и кантаутора. До сада су издате три аудио касете и десет аудио ЦД-а у издању ПГП-а, као и четири самостална ЦД издања. Ова издања прате и нотне збирке у којима се налазе око 270 вокалних композиција.

### ФЕДЕХО
Фестивал хорова деце и младих (ФЕДЕХО) окупља хорове основних и средњих школа, музичких основних и средњих школа, као и црквене хорове и хорове при државним и приватним институцијама. Прилику да учествују на фестивалу имају сви дечији хорови из Србије и региона. Учесници фестивала презентују свој таленат, музички жанр и пореде музичка достигнућа. Циљ фестивала је афирмисање дечје хорске музике, сценског музичког извођења и популарисање хорске музике као део нашег културног наслеђа. Најбољи хор, по мишљењу стручног жирија, представља Србију на једном од концерата Међународне манифестације деце Европе „Радост Европе”.

### Дечје београдско пролеће
Дечји културни центар Београд је оснивач дечјег музичког фестивала „Дечје београдско пролеће”. Због културног значаја који је овај фестивал имао од самог оснивања 1972. године, у циљу развијања културних потреба и вредности код деце и младих, Дечји културни центар Београд обновио је ову манифестацију априла 2016. године.
Фестивал песама за децу „Београдско пролеће”, био је први фестивал тог жанра у тадашњој Југославији и иницирао је оснивање фестивала дечијих песама у свим републикама и покрајинама који се и данас одржавају, као што су: „Златно славејче” у Скопљу, „Мали шлагер сезоне” у Сарајеву, „Мајска песма” у Нишу, „Златно звонце” у Новом Саду и многи други.
Песме са фестивала су стицале популарност захваљујући телавизијском преносу и сарадњи са Редакцијом програма за децу и младе РТС-а. Прво Београдско пролеће за децу организовала је Редакција „Сусрети четвртком” Дома пионира 1972. године. Након расписаног конкурса за текст и музику, одабране песме певали су одрасли, познати певачи и глумци, а музичке аранжмане су радили еминентни аранжери. Тако је настао богат фонд квалитетних дечијих песама, које су ушле у многе уџбенике и које се певају и данас у предшколским установама и основним школама. Програме је преносила Дечија редакција Телевизије Београд, а продукција грамофонских плоча РТБ издала је музичке албуме 1972, 1973, 1974. и 1976. године. Од 2016. до 2021. године издато је пет аудио ЦД-а. Концерте, на којем су наступали познати певачи, емитовале су телевизије РТС, ТВ Б92, Студио Б, ТВ Корени, ТВ Мост, ТВ Белами, РТРС, АТВ, ТВ Прва (Црна Гора).

### Плесни сусрети
„Плесни сусрети” оснивани су 2015. године са идејом да се афирмише дечје плесно стваралаштво и подржи рад плесних педагога који се баве децом узраста од 5 до 18 година. Одржавају се два пута годишње у априлу и новембру кроз низ концерата којима су обухваћени различити стилови: балет, џез балет, модеран балет, савремена уметничка игра, хип-хоп, шоу-денс и брејк денс. Уредник програма је Ивана Табори Обрадовић.
Педагози и кореографи имају прилику да у професионалним условима представе свој рад, а деца да развијају своје извођачко умеће. „Плесним сусретима” се скреће пажња јавности на значај оваквих активности за детињство и развој личних и креативних потенцијала деце. „Сусрети” су прилика за повезивање и размену искустава, као и за додатно професионално усавршавање када се организују пратеће плесне радионице. Сваки циклус „Плесних сусрета” окупи око 1000 деце.

### Глумијада
Фестивал „Глумијада” је међународни фестивал ревијалног карактера на коме се представљају школе глуме за децу од 5 до 19 година из Србије и региона. На фестивалу деца могу да учествују у радионицама, које воде домаћи и страни стручњаци из света позоришта, телевизије и филма. Уредница фестивала је Тијана Кесић Стаменковић.
Програм фестивала је усмерен на развијање креативног размишљања и вештине комуникације код деце и младих, као и на побуђивање интересовања за позориште и књижевност код свих узраста. Због свега тога, улаз на све представе и радионице током три дана трајања фестивала је бесплатан.

### Фестић
Позоришни фестивал представа за децу и младе „Фестић” одржава се на Малој и Великој сцени „Донка Шпичек” Дечјег културног центра Београд, уз подршку Министарства културе и информисања Републике Србије, а у организацији Друштва за анимацију и развој дечјег драмског стваралаштва, „Digital & entertainment festivals” и Дечјег културног центра Београд. Координатор програма фестивала је Милорад Јовановић.
Као један од ретких и најдуговечнијих фестивала овог типа у Србији, „Фестић” се од 1995. године до данас позиционирао као најзначајнији позоришни фестивал за децу, који школује будућу публику великих позоришта. Од свог оснивања до 2012. године позоришни ФЕСТИЋ се одржавао у позориштима „Бошко Буха” и „Душко Радовић”, а од 2017. године наставља са радом у Дечјем културном центру Београд, окупљајући најбоље представе за децу из региона, као и гостујуће представе из Европе, путем сарадње са европским ASSITEJ организацијама.
Фестић образује и усмерава најмлађе да од најранијих дана заволе позоришну уметност. Посећујући квалитетне позоришне представе, млада публика има прилику да развија своје културне навике и да у будућности уме да препозна квалитетне културне садржаје.

### Мој љубимац – Фото и литерарни наградни конкурс
ДКЦБ у сарадњи са ЈКП „Ветерина Београд” и Организацијом за поштовање и бригу о животињама „ОRCА” - Дечјим клубом „ORkiCA”, 2017. године покренуо је Фото и литерарни конкурс за децу и младе под називом „Мој љубимац”. Циљ програма је да се кроз уметничке медије и креативне радионице код деце и младих развија одговорно понашање према кућним љубимцима. Уредница програма је Весна Крњаић Митровић.
Деца узраста од 6 до 16 година на конкурс могу послати фотографију кућних љубимаца и/или песму посвећену њима. Најбоље фотографије и песме, по оцени стручног жирија, објављују се на сајту и друштвеним мрежама ДКЦБ. Додела награда и ревија љубимаца одржава се крајем јуна, на платоу испред ДКЦБ, уз музичко-сценски програм и креативне радионице „Одговорно власништво” за децу узраста од 6 до 10 година. Том приликом ЈКП „Ветерина Београд” организује удомљавање напуштених паса из градског азила, а сви учесници и посетиоци имају прилику да добију бесплатне ветеринарске савете.

## Секције и атељеи

### Музички студио

#### Хор Дома пионира
Хор Дома пионира је имао 60 чланова и основан је 1966. године. Његов оснивач и руководилац од 1968. до 1980. године био је професор музике и музички педагог Младен Нешовић. Осим Хора Дома пионира, Нешовић је оснивач и градског такмичења у соло певању „Златна сирена”. Хор „Дома Пионира” успешно је наступао пуних тридесет година на многобројним националним и интернационалним фестивалима. Изводили су песме југословенских аутора и композитора. Хор је имао велики број наступа и више пута је награђиван. Осим Младена Нешовића, вође Музичког студија касније су били професори музике и музички педагози Љиљана Бабић (1980—1988), Михаило Ђорђевић, Мирјана Миличић Прокић (1988—2016).

#### Хор ДКЦБ
После вишегодишње паузе у раду овог хора, 2011. године поново је оформљен хор за децу и младе у Дечјем културном центру Београд. Савремени Хор ДКЦБ окупља талентовану децу предшколског и основношколског узраста, која у области певања показују посебну надареност, креативност и љубав према музици. Овај хор одликује добра вокална техника, чиста интонација, уједначена боја и пре свега музикалност младих извођача. Репертоар хора је разноврстан и обухвата разне музичке жанрове - од дечије, филмске, класичне, народне и староградске до духовне музике домаћих и страних аутора.
Руководилац Хора ДКЦБ је магистар дириговања Невена Ивановић. Хор је сарађивао и наступао са оркестрима, првенствено са Дечјом филхармонијом, Симфорнијским оркестром Радио телевизије Србија, Оркестром гарде Републике Србије, ревијским оркестром Министарства одбране „Бинички”, као и са хоровима попут „Мали вокалисти” из Лозане, „Чешколипски дечји хор” из Прага, хором „Чаролија” из Београда и хором „Бранко” из Ниша. Хор ДКЦБ наступао је на многим манифестацијама и фестивалима као што су Радост Европе, Калемегдански сутони, Дечји сајам, Улица отвореног срца, Светосавска академија, Франкофонија и многе друге.
Године 2013. Хор ДКЦБ је издао свој први аудио ЦД под називом „Песме света”, 2015. други под називом „Како се слуша Мокрањац“ и трећи 2017. под називом „Мјузикли“. Хор је познат по акустичним концертима у познатим дворанама - Коларчева задужбина, Сава центар, Павиљон Цвијета Зузорић, Дечји културни центар Београд, Народно позориште „Сцена Раша Плаовић”. Хор ДКЦБ је награђиван на републичким и међународним хорским фестивалима, као што су: ФЕДЕХО, Хорови међу фрескама, прве награде на Фестивалима „Ћирило и Методије”, „Звучит Москва” и „Александар Невски” у Русији, на Фестивалу младих хорова у Белгији, ГРАН ПРИ на Фестивалу „Распјеване пахуље” у Босни и Херцеговини. Хор је гостовао са концертима у Ваљеву, Горњем Милановцу, Нишу, Обреновцу, Лазаревцу, као и у Француској и Мађарској.

### Музичка играоница
Музичку играоницу води дипломирани музички педагог проф. Мирјана Миличић Прокић. Намењена је деци узраста од 3 до 7 година. Идеја одржавања Музичке играонице је подстицање деце од најранијег узраста на различите облике музичког изражавања, развијање основних компоненти музикалности, певање песама по слуху, неговање солистичког и групног музицирања и свирање на једноставним орфовим инструментима. У оквиру часова Музичке играонице деца активно уче и основе енглеског језика кроз едукативне игре, сонгове, бројалице и употребу једноставне комуникације на енглеском језику. Наставу енглеског језика држи дипломирани филолог проф. Јелена Радовановић.

### Школа певања „Нађи своју звезду”
Школа певања дечије и популарне музике „Нађи своју звезду” намењена је деци узраста од 6 до 18 година. Школу води диригент и музички педагог Снежана Деспотовић, која у раду акценат ставља на развијање вокалне технике и оспособљавање за солистичко певање и певање пратећих вокала. Деца и млади имају прилику да науче да певају дечје забавне песме, песме са фестивала „Деца композитори”, као и поп, рок, староградску и популарну музику.

### Драмски центар

#### Драмски студио
Од оснивања Дома пионира пажња се посвећује драмском образовању деце - од групе за рад са лутком до јавних часова глуме и позоришних представа. Драмски студио Дома пионира су водили Зора Бокшан Танурџић, а потом Владимир Андрић, уредник РТС-а и дугогодишњи сарадник ДКЦБ. Када је Дом пионира преименован у Дечји културни цнетар Београд Драмски студио је водила Снежана Бећаревић Поповић (2002—2009)а потом Студио културе говора и глуме Миња Филиповић, драмска уметница и педагог (2009—2021). Од сезоне 2021/2022. Студио глуме води Тијана Кесић Стаменковић, дипломирана глумица и драмски педагог.
На часовима глуме дете открива и упознаје себе и свет око себе. Кроз дикцијске вежбе, игроказе и вежбе концентрације деца стичу самопоуздање, а помоћу импровизација развијају машту и креативност чији је крајњи резултат представа.

#### Позоришна радионица на енглеском језику
Позоришна радионица на енглеском језику енгл. Belgrade English Language Theatre је основана 2006. године за децу узраста од 9 до 15 година. У забавној атмосфери, полазници уче вештине неопходне за стварање позоришне представе и истовремено уче енглески језик кроз неформалан приступ учењу страног језика. Аутор радионице је др Пол Мареј, редитељ и глумац.

### Центар за покрет и игру
Године 1970. основан је Студио за народну уметност, под руководством педагога Богданке Ђурић. Две године касније, организују се Студио за ритам и покрет и Школа играња чији је руководилац била Јелена Стијеповић Вујошевић, педагог за модерну игру. Педагог је била и Олга Вучковић, балетски педагог, стручни сарадник за модерну игру, уредник сценских програма и један од уредника манифестације „Радост Европе“. Данас у ДКЦБ ради и Студијо за џез и модеран балет који воде Елена Ковачевић и Драгана Станисављевић.

### Центар за филм
Центар за филм ради од настанка Дома пионира. Клуб је организовао разна предавања, филмске представе и дискусије. Ту су се одржавали сусрети са филмским радницима и учили појмови филмске технике и уметности. На позицији руководилаца фото и филмског клуба налазе се и: Стеван Пуја Шамшаловић, Драгомир Шамшаловић, Зоран Кочишевић, Срђан Карановић, Милан Мицко Јојкић, Драгослав Дадо Лутовац, Милан Поткоњак, Горана Јешић и други. У истом клубу је настао и први филм, „Пажња, снима се“, који су деца-полазници овог клуба, направила самостално.

### Ликовни атеље
Ликовни атеље Дечјег културног центра Београд основан је 1956. године при тадашњем Дому пионира. Њиме је руководила Иванка Лукић - Шотра, академски сликар. У септембру 1964. године, Атеље се сели у Таковску 8, где се и данас налази.
Рад са децом преузима мр Лепосава - Лела Туфегџић, сликарка и ликовни педагог изузетног сензибилитета, која је покренула многе годишње изложбе чланова атељеа које су привлачиле пажњу како стручне јавности, тако и грађанства: „Боје и покрет“, „Фреска и дете“, „Необични пејзажи“, „Народне рукотворине у очима детета“, „Сунце на длану“. Поред многобројних других награда, Лепосава Туфегџић је за свој педагошки рад добила изузетно признање Града Београда – Доситејеву награду.
Даљи печат Атељеу дају академски сликар Небојша Здравковић, а од 1986. успешну традицију наставља Горан Симић, ликовни педагог. Уредник ликовних програма, Драган Симоновић покреће Међународни ликовни конкурс „Радост Европе“ и прави прву ретроспективну изложбу овог атељеа.
Кроз Ликовни атеље током деценија рада прошли су многи истакнути уметници и личности из јавног и културног живота: Дарија Качић професор ФЛУ, Бранислав Михајловић, сликар у Португалу, Душан Врга сликар у Шпанији, Иван Вуковић електроинжењер у САД, Миша Чоловић сликар у Канади, Велибор Рајковић аудиовизуелни преводилац, Владана Крнетић преводилац у Швајцарској, Душан Јовановић сликар у Италији, Беба Окановић Крнетић модна креаторка, Нада Шербан песникиња, Горан Гвардиол сликар, Тања Тршин архитекта, Душан Глушац дизајнер, Миленко Јовановић филмски редитељ, Емилија Ковачевић костимограф и многи други.

### Радионица графике
Радионица графике и екс-либриса ДКЦБ почела је са радом током летњег школског распуста 2019. године. До 2022. реализовано је неколико успешних и веома посећених радионица графике током летњег и зимског распуста где су деца имала прилику да упознају технике линореза, суве игле, бакрописа, акватинте и израде свој оригинални рад од скице до графичког отиска. 2022. Радионица графике и екслибриса уврштена је у редовне програме ДКЦБ и реализује се током целе школске године. Деца радом на графици, од скице до графичког отиска развијају своју визуелну културу као и цртачке/графичке вештине. Радионицу воде ликовни педагози са дугогодишњим искуством: Академски сликар Александар Курузовић и Магистар уметности из области графике Мирјана Филиповић Курузовић.

## Библиотека ДКЦБ
Библиотека ДКЦБ садржи 28.000 хиљада монографских публикација, 2.000 серијских публикација, и 100 примерака аудио-визуелне грађе. Доминирају публикације за децу и омладину домаћих и страних аутора. Библиотека је подељена у неколико целина: публикације за децу и одрасле, публикације на српском и страним језицима. Око 700 ауторских књига се налази у оквиру легата познатог дечјег песника Слободана Станишића под називом „Слобин кутак”. Посебна целина су романи и енциклопедије издавачке куће „Лагуна”. У оквиру библиотеке налази се и „Руски кутак”, настао сарадњом ДКЦБ са Руским домом у Београду, који је претежно састављен од књига на руском језику, преведених књига са руског на српски језик, као и симболично додатих блиских источнословенских књижевности - на украјинском и белоруском језику.
Библиотека ДКЦБ организује и честе књижевне сусрете и дискусије о најновијим књигама домаћих дечјих аутора, чија је водитељка - библиотекарка Јасмина Атанацковић Гајић, а организаторка - уредница културно-образовних програма ДКЦБ - педагог Снежана Станковић. Осим неколико десетина сусрета годишње са домаћим ауторима, организују и воде сусрете и са страним ауторима.

## Управници и директори
- Радомир Гајић (1952–1968), први управник Дома пионира
- Драгица Симин (1968–1980), директор Дома пионира
- Златица Настић (1980–1984), директор Дома пионира – Пионирског града
- Будимир Нешић (1984), в. д. директора Дома пионира – Пионирског града
- Сретко Новаковић (1984–1989), директор Дома пионира – Пионирског града
- Светлана Хусовић (1989– 1994), директор Дома пионира – Пионирског града / Дечјег културно-образовног центра
- Аница Поповић (1995–2000), директор Дечјег културно-образовног центра Београд / Дечјег културног центра Београд
- Лидија Вукићевић (2000), директор Дечјег културног центра Београд
- Биљана Илић Јовановић (2000–2002), директор Дечјег културног центра Београд
- Снежана Анђелковић (2002–2006), директор Дечјег културног центра Београд
- Снежана Станковић (2006–2010), директор Дечјег културног центра Београд
- Оливера Јежина (2010–2014), директор Дечјег културног центра Београд
- проф. мр Драган Марић од 2014, садашњи директор Дечјег културног центра Београд[67]

## Галерија
- Дечји културни центар Београд
- Дечји културни центар Београд
- Дечји културни центар Београд